# Зубар (филм)
Зубар (енгл. The Dentist) је амерички слешер хорор филм из 1996. године, редитеља Брајана Јузне, са Корбином Бернсеном, Линдом Хофман, Кеном Форијем и Марком Рафалом у главним улогама. Радња прати психички поремећеног стоматолога, који почиње да убија своје пацијенте.
Филм је сниман у Лос Анђелесу, а премијерно је приказан 18. октобра 1996, у дистрибуцији продукцијске куће Trimark Pictures. Критичари сајта Ротен томејтоуз оценили су га са 0%, а публика са 30%. Ентони Феранте је награћен Фантафестивал наградом за најбоље специјалне ефекте, а Брајан Јузна на Филмском фестивалу у Шведској за најбољи филм.
Две године касније снимљен је наставак, под насловом Зубар 2.

## Радња
Др Алан Фејнстон је успешан стоматолог. Међутим, све се промени када на дан годишњице брака види своју супругу Брук, како га вара са човеком задуженим за одржавање базена у њиховој вили. Фејнстону почиње да се привиђа, уместо здравих зуба види кварне и вади их својим пацијентима. Ситуација се постепено погоршава и Фејнстон почиње да убија пацијенте...

## Улоге
| Глумац           | Улога                 |
| ---------------- | --------------------- |
| Корбин Бернсен   | др Алан Фејнстон      |
| Линда Хофман     | Брук Фејнстон−Саливан |
| Мајкл Стадвек    | Мет                   |
| Кен Фори         | детектив Гибс         |
| Тони Ноакес      | детектив Саншајн      |
| Моли Хаган       | Џесика                |
| Пати Тој         | Карен                 |
| Јан Хоаг         | Кенди                 |
| Вирџинија Кин    | Сара                  |
| Ерл Боен         | Марвин Голдблум       |
| Криста Солс      | Тед Фергусон          |
| Марк Рафало      | Стив Ландерс          |
| Лиса Симс        | Паула Робертс         |
| Џоана Барон      | госпођа Саундерс      |
| Брајан Маклохлин | Џоди                  |
| Кристофер Криса  | господин Шефер        |
| Сал Вискусо      | Метју Зиглер          |